# Andre Campbell
Andre Junior Campbell (Portmore, 14 marzo 1989) è un ex calciatore giamaicano, di ruolo difensore.

## Carriera

### Club
Campbell vestì le maglie di Portmore United e Waterhouse, prima di passare ai norvegesi del Notodden con la formula del prestito. Esordì in squadra il 5 agosto 2012, quando fu schierato titolare nella sconfitta per 2-1 sul campo del Bryne. Il 26 marzo 2014, passò agli statunitensi degli Wilmington Hammerheads.